# Thasang
Thasang (en népalais : थासाङ) est une municipalité rurale du Népal située dans le district de Mustang. Au recensement de 2011, elle comptait 2 912 habitants.
Elle regroupe les anciens comités de développement villageois de Kowang, Lete, Kunjo et une partie de Tukuche.